# Apatodon
Apatodon (лат.) — сомнительный род динозавров неясного систематического положения (возможно, теропод). Типовой и единственный вид, A. mirus, был описан в 1877 году Отниелом Чарлзом Маршем. Окаменелые остатки были найдены в позднеюрской формации Моррисон в Колорадо.

## История изучения
В первоначальном описании голотипа Apatodon в 1877 году Марш интерпретировал находку как челюсть с зубоми, принадлежавшей мезозойскому млекопитающему, возможно, родственному современным свиньям. Позднее было установлено, что образец представляет собой разрушенный позвонок, возможно, принадлежащий динозавру из формации Моррисон на участке Гарден-Парк в Колорадо. Baur в 1890 году правильно определил, что Марш ошибочно принял нервный отросток за зуб свиноподобного животного.
Apatodon был отнесен к Iguanodontoidea Хеем в 1902 году, к Ornithischia фон Хюне в 1909 году, к Stegosauridae фон Циттелем в 1911 году, и к Titanosaurinae Steel в 1970 году и Casanovas et al. в 1987 году. Kuhn в 1939 году также рассматривал Apatodon как неопределённого зауропода.
Единственный найденный экземпляр не считается достаточным для отнесения к какому-либо существующему или выделению нового таксона. Однако Olszewski синонимизировал род с Allosaurus fragilis. Вопрос до сих пор не решён, однако, поскольку единственный обнаруженный экземпляр был утерян, род рассматривается как nomen dubium.

## Этимология
Название происходит от слов απατη ("обман") и οδους ("зуб"), что отсылает на первоначальную неверную интерпретацию находки.